# Pedraza de Alba
Pedraza de Alba es un municipio y localidad española de la provincia de Salamanca, en la comunidad autónoma de Castilla y León. Se integra dentro de la comarca de la Tierra de Alba. Pertenece al partido judicial de Salamanca y a la Mancomunidad Tierras del Tormes.

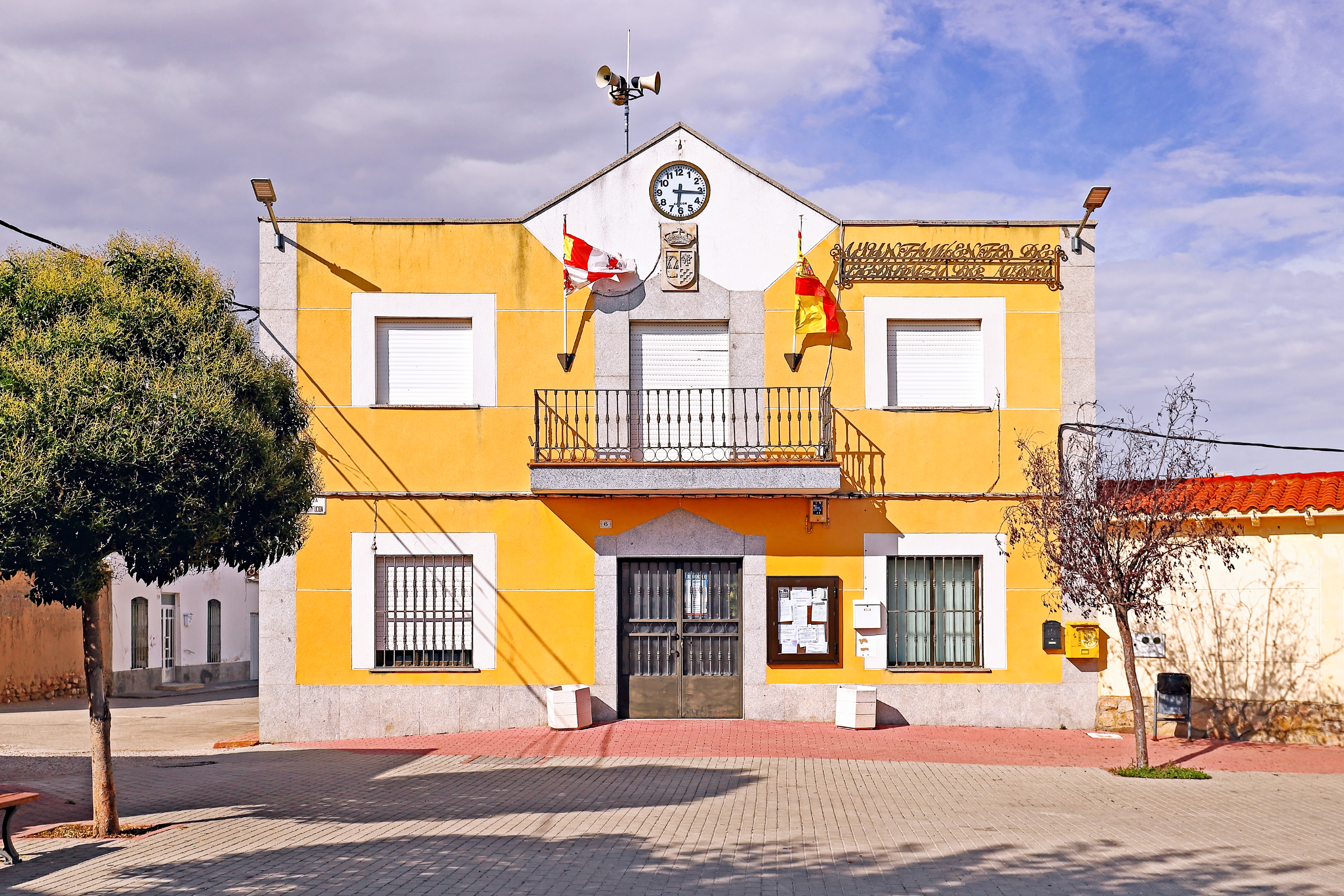
Ayuntamiento

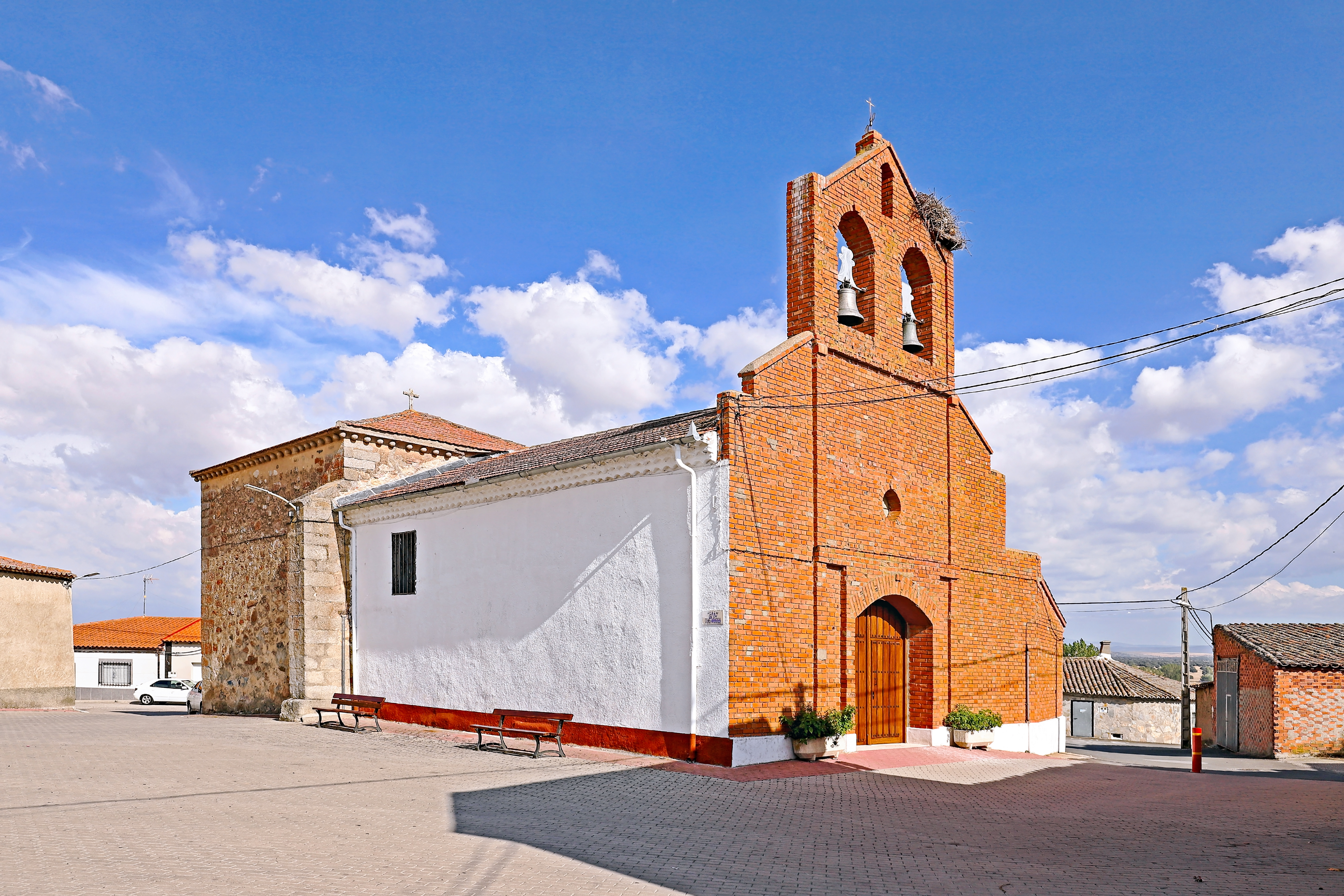
Iglesia de San Juan Bautista

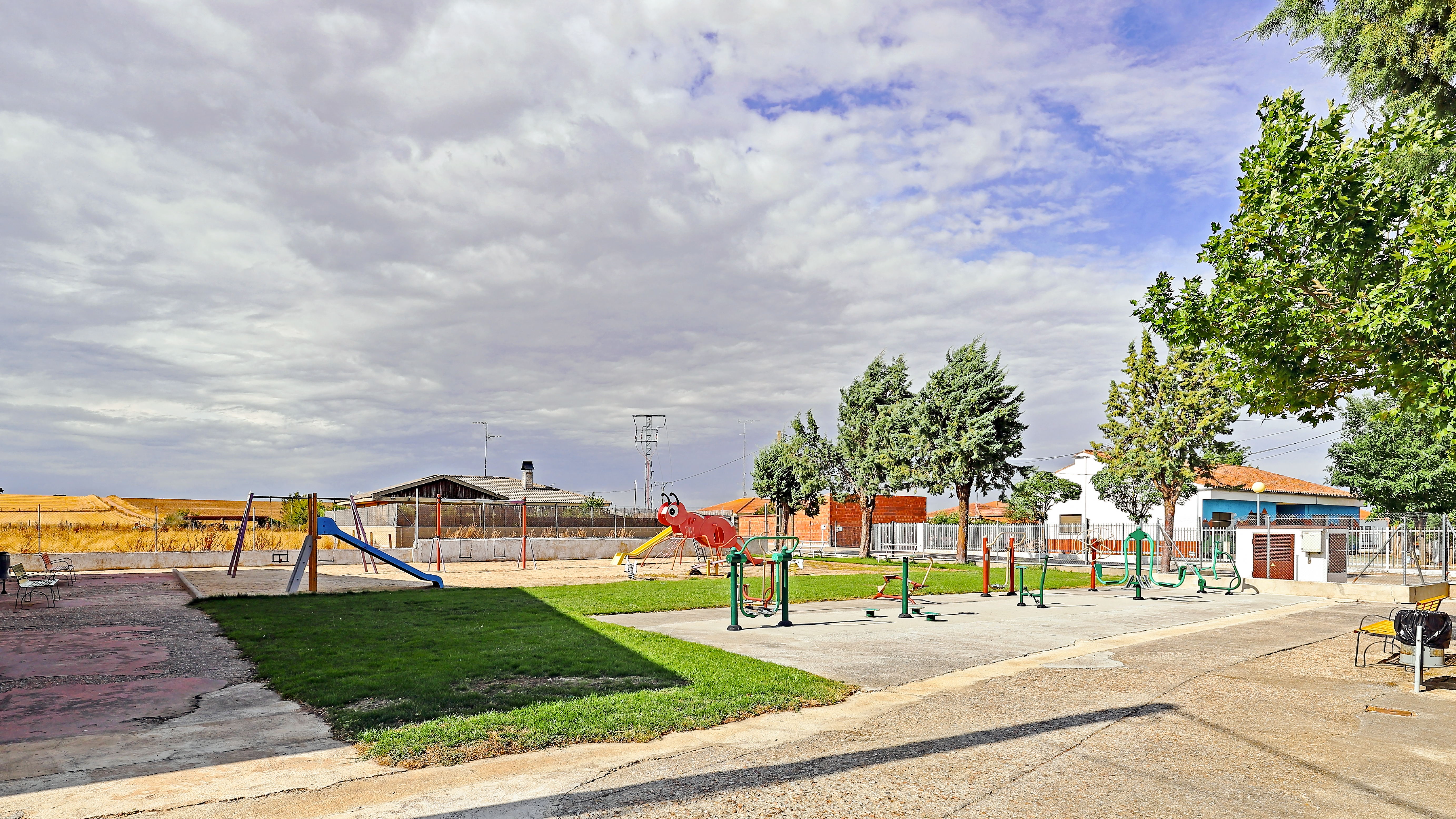
Parque

Además de Pedraza de Alba, su municipio está formado por el despoblado de Gómez Velasco. Todo el término municipal ocupa una superficie total de 23,25 km² y según el padrón municipal elaborado por el INE en el año 2017, cuenta con una población de 239 habitantes.

## Símbolos

### Escudo
El escudo heráldico que representa al municipio fue aprobado con el siguiente blasón:

«Escudo partido y medio cortado. Primero, sobre campo de plata pedrusco de sable, surmontado por capelo episcopal sinople, con dos órdenes de cordones colgantes en la proporción 1-2-3. Segundo superior, sobre campo de azur búcaro de plata adornado de azucenas del mismo metal, inferior, jaquelado de ocho puntos de plata y siete de azur. Timbrado de la Corona Real Española»

### Bandera
El ayuntamiento no ha adoptado aún una bandera para el municipio.

## Historia
Su fundación se remonta a la repoblación efectuada por los reyes de León en la Edad Media, quienes presumiblemente la llevaron a cabo con pobladores procedentes de la localidad segoviana de Pedraza, quedando integrada Pedraza de Alba en el cuarto de Cantalberque de la jurisdicción de Alba de Tormes, dentro del Reino de León. Con la creación de las actuales provincias en 1833, Pedraza de Alba quedó encuadrado en la provincia de Salamanca, dentro de la Región Leonesa, formando parte del partido judicial de Alba de Tormes hasta la desaparición de éste y su integración en el de Salamanca.

## Geografía humana

### Demografía
Cuenta con una población de 220 habitantes (INE 2024).
| Gráfica de evolución demográfica de Pedraza de Alba entre 1842 y 2021                                                 |
| |
| Población de derecho según los censos de población del INE. Población de hecho según los censos de población del INE. |

### Núcleos de población
El municipio se divide en varios núcleos de población, que poseían la siguiente población en 2015 según el INE.
| Núcleo de población | Población |
| ------------------- | --------- |
| Pedraza de Alba     | 249       |
| Gómez Velasco       | 0         |

## Administración y política
| Partido político                         | 2019  | 2019  | 2019       | 2015  | 2015  | 2015       | 2011  | 2011  | 2011       | 2007  | 2007  | 2007       | 2003  | 2003  | 2003       |
| Partido político                         | %     | Votos | Concejales | %     | Votos | Concejales | %     | Votos | Concejales | %     | Votos | Concejales | %     | Votos | Concejales |
| Ciudadanos (Cs)                          | 57,83 | 96    | 4          | —     | —     | —          | —     | —     | —          | —     | —     | —          | —     | —     | —          |
| Partido Socialista Obrero Español (PSOE) | 25,30 | 42    | 1          | 26,84 | 51    | 2          | 49,48 | 96    | 4          | 55,92 | 118   | 4          | 50,00 | 104   | 4          |
| Partido Popular (PP)                     | 16,27 | 27    | 0          | 14,21 | 27    | 1          | 43,30 | 84    | 3          | 42,18 | 89    | 3          | 48,56 | 101   | 3          |
| Unión Progreso y Democracia (UPyD)       | —     | —     | —          | 54,74 | 104   | 4          | —     | —     | —          | —     | —     | —          | —     | —     | —          |